# Partizanska eskadrila
Partizanska eskadrila és una pel·lícula de guerra i dramàtica iugoslava del 1979 basada en part en fets reals. Fou dirigida per Hajrudin Krvavac, i escrita per Djordje Lebovic i Miljenko Smoje. Els papers principals són interpretats per Bekim Fehmiu, Velimir 'Bata' Zivojinovic i Ljubisa Samardzic.

## Sinopsi
A la primavera de 1942, la força aèria alemanya tenia un domini total, no només als cels de Iugoslàvia, sinó també a gairebé tot Europa. Els partisans a Iugoslàvia en aquell moment tenien avions que, com altres armes, eren pres a l'enemic. La pel·lícula tracta sobre la creació de l'esquadra partidista i les seves primeres batalles.

## Repartiment
- Bekim Fehmiu com el Major Dragan
- Velimir 'Beat' Zivojinovic com a Vuk
- Ljubisa Samardzic com a Zare
- Rados Bajic com a Dalibor
- Radko Polic com a Klauberg
- Branko Plesa com a Von Norden
- Faruk Begolli com el tinent Begovic
- Branko Djuric com a Slaven
- Jordanco Cevrevski com a Zeko
- Zlata Petkovic com a Jelena
- Suada Ahmetasevic com a Milja
- Aljosa Vuckovic com a Boris
- Ljuba Tadic com a comandant partisà
- Peter Carsten com a general alemany
- Dragomir Felba com a Djed
- Demeter Bitenc com a coronel alemany
- Vojin Kajganic com a Valdman
- Rudi Alvadj com a sergent alemany
- Zdenko Jelcic com a Orlovic
- Dragan Jovicic com a Zlatko Kovacic
- Miodrag Brezo com a partisà
- Zdravko Biogradlija com a comandant alemany
- Zarko Mijatovic com a partisà
- Ramiz Sekic com a aviador
- Marinko Sebez com a Tomislav Uzelac
- Zlatko Martincevic com a comandant partisà
- Ljupko Zulj com a pilot alemany
- Srdjan Ilic com a pilot (sense acreditar)
- Miodrag Krivokapic com a Milà (sense acreditar)

## Premis
- Festival de Cinema de Pula (Silver Arena)[3]

| Any             | Categoria        | Nominat(s) | Resultat |
| --------------- | ---------------- | ---------- | -------- |
| 1979            |                  |            |          |
| Millor Director | Hajrudin Krvavac | Guanyador  |          |